# Life (álbum de Hardline)
Life é o sexto álbum da banda estadunidense de hard rock Hardline. Foi lançado em 26 de abril de 2019 e produzido pelo multi-instrumentista italiano Alessandro Del Vecchio por meio do selo napolitano Frontiers Records com o single "Page of Your Life". É o primeiro álbum com os italianos Mario Percudani na guitarra e Marco Di Salvia na bateria respectivamente, ao invés de Josh Ramos e Francesco Jovino.
Foi precedido pelo lançamento dos singles "Who Wants to Live Forever" (regravação do Queen) em 24 de fevereiro de 2019, e "Take a Chance" em 7 de março de 2019.
A primeira etapa da turnê Life 2019/2020 começou na Itália no Frontiers Rock Festival com Johnny Gioeli apresentando um set acústico na primeira noite com o baterista original do Hardline, Deen Castronovo, e a formação atual se apresentando na noite seguinte.

## Lista de faixas
| Faixas de Life | |         |  |
| N.º            | Título                                                                                                 | Duração |  |
| 1.             | "Place to Call Home" (Lugar para Chamar de Casa)                                                       | 3:33    |  |
| 2.             | "Take a Chance" (Dê uma Chance)                                                                        | 3:36    |  |
| 3.             | "Helio's Sun" (Sol de Hélio)                                                                           | 3:42    |  |
| 4.             | "Page of Your Life" (Página da Sua Vida)                                                               | 4:41    |  |
| 5.             | "Out of Time" (Sem Tempo)                                                                              | 3:53    |  |
| 6.             | "Hold on to Right" (Segura Firme no Correto)                                                           | 4:52    |  |
| 7.             | "Handful of Sand" (Punhado de Areia)                                                                   | 4:23    |  |
| 8.             | "This Love" (Este Amor)                                                                                | 5:09    |  |
| 9.             | "Story of My Life" (História da Minha Vida)                                                            | 3:48    |  |
| 10.            | "Who Wants to Live Forever" (Quem Quer Viver para Sempre (escrita por Brian May; regravação de Queen)) | 3:52    |  |
| 11.            | "Chameleon" (Camaleão)                                                                                 | 5:23    |  |
| 12.            | "My Friend" (Meu Amigo)                                                                                | 4:02    |  |
| Duração total: | Duração total:                                                                                         | 50:01   |  |

| Faixa bônus da edição japonesa |                               |         |  |
| N.º                            | Título                        | Duração |  |
| 13.                            | "This Love" (versão acústica) | 5:09    |  |

## Recepção
| Críticas profissionais | Críticas profissionais |
| Avaliações da crítica  | Avaliações da crítica  |
| Fonte                  | Avaliação              |
| ---------------------- | ---------------------- |
| Metal Heads Forever    | [ 13 ]                 |
| CD & Festival reviews  | [ 14 ]                 |